# Lago de Klöntal
O Lago de Klöntal - Klöntalersee em alemão -  é um lago ocalizado no cantão de Glarus, Suíça. Desde 1908, tem sido usado como um reservatório para a produção de electricidade. A construção da uma represa aumentou substancialmente o volume do lago. O Klöntalersee é drenado pelo Rio Löntsch, afluente esquerdo do Rio Linth.